# Bob Perry (Tennisspieler)
Robert „Bob“ Perry (* 17. März 1933 in Los Angeles; † 23. Oktober 2023) war ein US-amerikanischer Tennisspieler.

## Karriere
Bob Perry trat während seines Studiums für die Hochschulsportgruppe der UCLA an. Bei den US-amerikanischen Hochschulmeisterschaften im Tennis erreichte er zweimal das Einzelfinale. 1952 verlor er gegen Hugh Stewart, zwei Jahre später unterlag er dem Titelverteidiger Ham Richardson. Im Doppel hingegen konnte er mit verschiedenen Partnern, 1953 mit Lawrence Huebner und 1954 mit Ronald Livingston, zweimal den Titel holen.
In den Jahren 1952 und 1953 trat er zweimal für die Davis-Cup-Mannschaft der Vereinigten Staaten an. Zwei Matches gewann er und eines verlor er.
In den 1950er Jahren bildete Perry einige Zeit ein Doppelteam mit Luis Ayala. Nach einem schlechten Turnierverlauf in Rom trennte sich Ayala von Perry, da dieser zu schlecht spielte. Für die folgenden Internationalen französischen Meisterschaften, die später als French Open ausgetragen wurden, tat er sich mit Don Candy zusammen. Dieses Turnier gewann die beiden, als sie im Finale die Favoriten Ashley Cooper und Lew Hoad glatt in drei Sätzen schlugen.
Nach seiner aktiven Karriere arbeitete Perry von 1970 bis 1999 als Trainer in La Jolla.

## Persönliches
An der UCLA studierte Perry Wirtschaft.

## Erfolge bei Grand-Slam-Turnieren

### Doppel

#### Turniersiege
| Nr. | Datum        | Turnier                                     | Belag | Partner   | Finalgegner            | Ergebnis      |
| --- | ------------ | ------------------------------------------- | ----- | --------- | ---------------------- | ------------- |
| 1.  | 27. Mai 1956 | Internationale französische Meisterschaften | Sand  | Don Candy | Ashley Cooper Lew Hoad | 7:5, 6:3, 6:3 |